# Lucio Dalla - Gli anni settanta
Lucio Dalla - gli anni settanta, è una raccolta del cantautore bolognese uscita il 17 marzo del 1998. L'album contiene gran parte delle canzoni scritte dal musicista negli anni settanta. Le canzoni partono dai primi due album degli anni settanta, Terra di Gaibola e  Storie di casa mia, passando per il periodo Roversi per concludersi con i due album, interamente scritti da Dalla, Come è profondo il mare e Lucio Dalla, disco del 1979 e dunque ultimo per quanto riguarda gli anni settanta. La copertina su sfondo bianco presenta uno degli strumenti caratteristici del musicista ovvero un clarinetto, da sempre grande passione del cantautore.

## Tracce

### Disco 1
1. Piazza Grande
2. 4/3/1943
3. Occhi Di Ragazza
4. La Casa In Riva Al Mare
5. Sylvie
6. Il Fiume E La Città'
7. Itaca
8. Un Uomo Come Me
9. Il Gigante E La Bambina
10. Sulla Rotta Di Cristoforo Colombo
11. Ulisse Coperto Di Sale
12. Intervista Con L'Avvocato

### Disco 2
1. Anidride Solforosa
2. Il Cucciolo Alfredo
3. La Borsa Valori
4. Due Ragazzi
5. Il Motore Del 2000
6. L'Ultima Luna
7. Come È Profondo Il Mare
8. Milano
9. Disperato Erotico Stomp
10. Stella Di Mare
11. Anna E Marco
12. L'Anno Che Verrà